# Светосавска вечерња школа
Светосавска вечерња школа основана је 1887. године у Београду, под директним утицајем и покровитељством Друштва Светог Саве. У овој школи су се првенствено школовали младићи из тада неослобођених српских земаља, Старе Србије и Македоније. Школа је имала за циљ да подучава ученике у духу српства и православља и да негује српски језик, историју и традицију, да шири писменост и очува српски матерњи језик. Сами њени ученици су ову школу често називали и Зидарска школа, због тога што је зидарство било један од главних предмета и што су се многи ученици бавили овим занатом. По некима, школу су овако назвали и због слободних зидара у самом Друштву Свети Сава. Управник ове школе био је Милојко Веселиновић, српски дипломата и национални радник.

## Оснивање
Главни одбор Друштва Светог Саве као најјаче средство за извођење свог програма сматрао је образовање и школу, кроз коју би најуспешније ширио просвету и неговао национална осећања и врлине у српском народу. Због тога је Главни одбор приступио оснивању Светосавске школе, у којој би се учила деца и младићи из неослобођених крајева земље. Према ондашњим приликама прву Светосавску школу основао је Главни одбор у Београду, пред Божић, крајем 1887. године. Оваква идеја постојала је и раније, да се оснује школа за дечаке из Старе Србије и Македоније, тако да се тај покушај стопио са подухватом Главног одбора и основана је Светосавска вечерња школа.
По објави уписа у ово школу, за само неколико дана, пријавио се велики број деце из неослобођених крајева земље, која се се затекла у Београду на разним занатима и пословима, да их просторије намењене за школу нису могле примити. Ови ученици су се углавном бавили зидарством, цигларством, пекарством и другим занатима. На молбу Друштва управа Београдске општине је уступила још просторија у Теразијској основној школи, како би било места за све заинтересоване ученике. Ова школа је изабрана због свог топографског положаја и остаће на истој адреси чак и када Друштво Светог Саве добије свој Дом. 
Највише уписаних ученика било је из Старе Србије и Македоније и то из Велеске и Прилепске облати. Доста их је било из села Вефчана, Лабуништа, Пискупштине, Нереза, Подгорице, Јабланице (Дебар), а било је младића и из Црне Горе и Санџака.  Било је доста одраслих људи, као и оних који су већ ишли у неку школу и неких који никада нису. 
За успостављање ове школе Главни Друштвени Одбор тражио је одобрење од Министарства просвете, при коме се налазило Одељење за српску цркву и школе у Турској. Министарство је одобрило наставни програм по коме је од чланова Главног Друштвеног одбора састављен Школски Одбор под именом Одбор за уређење Светосавске школе у Београду. Министарство просвете је првих шест година за све ученике ове школе давало уџбенике, а касније их је сам Главни одбор куповао од Друштвених средстава.

## Предмети
У овој школи учили су се следећи предмети:
- Хришћанска наука
- Српски језик
- Рачун
- Геометријски облици
- Зидарство
- Земљопис
- Српска историја
- Основи из јестаственице
- Основи из физике
- Црквено певање
- Народно певање
- Декламовање народних, уметничких и јуначких песама
- Слободно цртање
- Краснопис

Програм је био следећи:

### Први разред
1. Српски језик - подразумевао је читање и писање, читање течно са разумевањем и  са што правилнијим нагласком. Читало се из Буквара и Читанчице за први разред и по могућству из других пригодних књига. Писало се само на таблицама, што је могуће лепше и правилније. То је био најважнији предмет у школи и највише се пажње поклањало њему.
2. Рачун - подразумевао је бројање на рачунаљци и другим предметима до сто, као и усмено без помоћних премета, са голим бројевима.
3. Наука Хришћанска - подразумевао је да се лепо знају прекрстити, да знају Оче наш на старословенском са тумачењем. Познавање великих празника Божића, крсних слава, Светог Саве, као и живот Светог Саве.
4. Зидарство с цртањем - подразумевао је познавање грађевинских материјала, као и цртање лакших предмета.
5. Певање - подразумевао је учење лакших народних и црквених песама.

### Други разред
1. Српски језик - подразумевао је читање и писање по уџбеницима за други разред, такође ученици су писали по диктату, а и сами су састављали писма и саставе.
2. Рачун - подразумевао је све рачунске операције до хиљаду.
3. Земљопис - подразумевао је учење страна света, цртање школе и њене даље околине. Учење шта је округ, срез, и шта је општина, све то само уз помоћу карте.
4. Наука Хришћанска - учење о празницима, редом по календару.
5. Зидарство - употреба грађевинског материјала
6. Цртање - цртање слободном руком и лењиром, обраћање пажње на размеру.
7. Певање - учење народних и црквених песама.

### Трећи разред
1. Српски језик - подразумевао је брзо читање са разумевањем из уџбеника за трећи и четврти разред. Лепо писање по казивању и исказивању својих мисли, декламовање лакших и занимљивијих састава.
2. Рачун - подразумевао је проширивање и утврђивање писменог рачунања у сва четири вида. Писање разломака и рачунање са десетинама. Израчунавање површина и запремина.
3. Земљопис - подразумевао је учење о српским земљама и Балканском полуострву.
4. Српска историја - подразумевало се учење о досељавању и насељавању српских земаља, примање Хришћанства, као и учење историје од Немањића до ослобођења од Турака.
5. Наука хришћанска - учење о рођењу, животу и учењу Христовом и читање Јеванђеља.
6. Словенско читање - подразумевало је упознавање са азбуком и вежбање у читању.
7. Зидарство - подразумевало је обнову наученог у претходним разредима, разумевање планова и прављење предрачуна. Учење о уговорима, о вођењу дневника, о довршеним радовима.
8. Цртање - учење цртања слободном руком, са сенчењем и геометријског цртања са лењиром и шестаром.
9. Певање - народно и црквено.
10. У свим разредима наглашена је национална страна, писменост и говор на српском језику. За то је било потребно посебну пажњу поклонити писмености, српском језику и српској историји.

Већ 1888. године Светосавска школа је проширена оснивањем Светосавске Приправне школе, коју су похађали они ученици, који би Светосавску или неку другу школу, завршили са одличним успехом. Идејни творац ове школе био је Милојко Веселиновић, који је, све док није премештен у Цариград у Посланству Србије, био и члан Главног одбора. 
Школска слава био је Свети Сава и почела се славити 1889. године, у почетку у самој школи уз присуство председника Друштва и целог Друштвеног Одбора, као и многих других гостију. Када Дом овог Друштва буде завршен, школа ће у њему прослављати своју славу, најсвечанији дан у години.  
Касније ће, осим у Београду, Светосавске Вечерње школе бити отворене и у Нишу и у Крагујевцу.
Школа је постојала све до мобилизације 1912. године, када због почетка Балканских ратова престаје са радом.